# 徐相民
徐相民（Seo Sang-min，1986年7月25日—），生於南韓首爾，南韓足球運動員，司職中場。

## 球會生涯
他在韓職的第一場賽事，是在2008年時代表慶南FC於聯賽揭幕戰對陣大邱FC。
徐相民效力慶南4季上陣逾百場，這名以速度見稱的中前場球員在2012年轉投全北現代汽車，到2014年因服兵役而效力於尚州尚武，2015年服役完畢後，他重返全北現代汽車但已失去其位置，2017年初他轉投水原FC，一年約滿後未能落班。
2018年夏天，徐相民來到香港加盟凱景。2019年1月，他轉會至傑志，但短短兩月，在2019年3月離隊。

## 外部連結
- Seo Sang-min （页面存档备份，存于）
- Seo Sang-min （页面存档备份，存于）
- 香港足球總會網頁球員資料 （页面存档备份，存于）